# Black Butler
Black Butler - Il maggiordomo diabolico (黒執事?, Kuro shitsuji, lett. "Il maggiordomo nero") è un manga shōnen scritto e disegnato da Yana Toboso. Dal suo debutto, il 16 settembre 2006, è stato pubblicato sulla rivista shōnen Monthly GFantasy, della Square Enix. La licenza del manga in lingua inglese appartiene alla Yen Press, che l'ha pubblicato per la prima volta nell'agosto 2009, in occasione del primo anniversario della rivista Yen Plus. In Italia, i diritti del manga sono stati acquistati dalla Panini Comics che lo pubblica con l'etichetta Planet Manga a partire dal 28 aprile 2011 a cadenza mensile fino al numero 9 di dicembre 2011 e poi a cadenza irregolare.
La serie narra le avventure di Ciel Phantomhive, un ragazzino di tredici anni divenuto capofamiglia della nobile casata Phantomhive, e di Sebastian Michaelis, un maggiordomo demoniaco obbligato a servire Ciel per via del contratto faustiano stipulato fra i due.
Dal manga sono state tratte tre serie anime e tre film d'animazione (i primi due pubblicizzati ufficialmente come coppia di OAV). La prima serie, di 24 episodi, è stata trasmessa fra il 2008 e il 2009 e inizia fedelmente al manga, per poi continuare diversamente; la seconda, interamente filler, del 2010, è di 12 episodi e prosegue dal finale della prima; la terza serie e gli OAV, entrambi del 2014, e il film animato del 2017 riprendono la storia del manga.
Dal manga sono stati tratti anche sei musical teatrali, due drama CD, un videogioco per Nintendo DS ed un film live action.

## Trama
La storia del manga, attualmente in corso, è ufficialmente divisa in vari archi narrativi.

### Manga e prima serie - Red Butler Arc e Indian Butler Arc
Nell'Inghilterra vittoriana, Ciel Phantomhive è un ragazzino di dodici anni (tredici da dopo il capitolo 14 del manga) erede del casato Phantomhive, di cui è il conte; da generazioni, il compito dei Phantomhive è quello di portare a termine missioni o indagare, per conto della corona inglese (in questo caso, per la regina Vittoria), su casi misteriosi e irrisolvibili da parte della polizia, quasi sempre legati a forze sovrannaturali e occulte, piuttosto che a servizi segreti o segreti politici. Per questo motivo ad ogni erede di questa famiglia viene affibbiato il titolo di "cane da guardia della regina" e diventa parte della cosiddetta aristocracy of Evil, nobiltà del male, associazione segreta di nobili con gli stessi compiti.
Quando i suoi genitori restano uccisi in un misterioso attacco al maniero Phantomhive nel cuore della notte, Ciel, all'epoca di appena dieci anni, viene sequestrato da un gruppo di rapitori di giovani nobili e, successivamente, comprato da una setta con lo scopo di utilizzarlo come sacrificio in una loro messa nera, per evocare un demone. Il demone evocato, attirato dalla disperazione, rabbia, e sete di vendetta di Ciel, gli propone un patto: aiutarlo a vendicare la sua famiglia in cambio della sua anima.
Come primo ordine, Ciel ordina che tutti i presenti al rituale vengano uccisi, e così accade.
Il demone si insedia nella magione Phantomhive in forma di maggiordomo, con il nome di Sebastian Michaelis, affiancato da altri quattro domestici: Mey Rin, una cameriera timida e impacciata, Bald, un cuoco assolutamente incapace di preparare qualcosa di commestibile, Finnian, un giardiniere molto innocente e infantile, ma dalla forza sovrumana, e il vecchio maggiordomo della famiglia da generazioni, Tanaka, quasi sempre intento a bere tè e raffigurato in super deformed; lungo il proseguimento della storia, verrà svelato il loro passato e le loro incredibili qualità nascoste.
Ciel si ritroverà ad avere a che fare con Jack lo Squartatore, che terrorizza la città di Londra mietendo vittime su vittime, e infine scoprendo che dietro tutto ci fosse l'amata zia Angelina e lo shinigami Grelle, fino a quel momento sotto le spoglie del suo maggiordomo personale.
Inoltre farà conoscenza di Soma, un capriccioso principe indiano accompagnato dal devoto maggiordomo Agni; Ciel e Sebastian aiuteranno loro nella ricerca della servitrice del principe, Mina, risolveranno una serie di misteriosi omicidi di nobili arricchiti in India, e parteciperanno ad una gara di curry.
Per quanto riguarda il tragico passato del giovane conte e anche il finale, nella prima serie dell'anime viene raccontata una storia totalmente diversa rispetto a quella canonica della serie manga: a uccidere i signori Phantomhive fu proprio un "angelo caduto", con l'intento di purificare l'Inghilterra da ogni male. Tale angelo è identificato anche come Ash, il maggiordomo della regina Vittoria. Dopo una serie di missioni, Ciel viene a conoscenza del fatto che è stata la regina stessa ad ordinare ad Ash di eliminare la famiglia di Ciel poiché ritenuta impura e non degna di far parte del nuovo secolo. Ash e Sebastian si scontrano e la battaglia vedrà uscire vincitore il demone. Come stipulato da contratto, una volta ottenuta la vendetta che tanto cercava, Ciel avrebbe dovuto donare l'anima a Sebastian. Ma poco prima che questo avvenisse, un altro demone, Claude Faustus, ruba l'anima di Ciel.

### Seconda serie - Kuroshitsuji II
La seconda serie prosegue dal finale della prima, che si differenzia dalla continuazione del manga: Alois Trancy è il giovane conte della famiglia nota come "il ragno della regina": mentre i Phantomhive risolvono i casi, i Trancy cancellano le tracce del loro passaggio così che nessuno si accorga della loro attività. Alois stipula un patto con il demone Claude Faustus, che diventa il suo maggiordomo insieme alla misteriosa e remissiva domestica Hannah Anafeloz e a un trio di silenziosi camerieri.
Nel corso della serie si scoprirà come Alois Trancy, il cui vero nome è Jim McCain, da semplice e povero ragazzo di uno sperduto villaggio riesca a diventare il legittimo erede della famiglia Trancy.
La storia di Jim McCain, o Alois Trancy, è la seguente: i genitori sono stati uccisi in circostanze misteriose e Jim, età 12 anni, vive per la strada con il fratellino Luca. Un giorno Luca incontra un demone, Hannah Anafeloz. Questa fa un patto con lui: il demone potrà avere l'anima di Luca se distruggerà tutti coloro che hanno trattato male lui e il fratello Jim. Questo fatto, che verrà rivelato solo verso la fine della seconda serie, è molto importante perché fa intuire l'importanza che ha il fratello Jim per Luca.
Successivamente all'incendio che distrugge tutto il villaggio, fatta eccezione per una prostituta che è stata gentile con Luca e che quindi lui ha scelto di risparmiare, Jim si mette a depredare i cadaveri dei ricchi morti del villaggio, perdendo di vista Luca. Quando finalmente ritrova il fratellino, egli è già morto. Dopo di ciò Jim viene portato nella residenza della famiglia Trancy dove quello che sarà il suo padre adottivo, porta dei ragazzini con cui ha rapporti sessuali. Il capostipite della famiglia Trancy favorisce Jim e decide che egli sarà il suo nuovo erede.
Nel frattempo Jim ha conosciuto Claude Faustus, con cui sancisce un contratto secondo cui il demone otterrà la sua anima se egli verrà liberato e scelto come figlio e avrà l'opportunità di vendicarsi di chi ha ucciso suo fratello. Jim diventa il legittimo erede della famiglia Trancy e prende il nome di Alois Trancy, datogli dal patrigno. Alois va a vivere nella tenuta della famiglia Trancy in compagnia di cinque demoni: Claude Faustus, suo maggiordomo personale, Hannah Anafeloz, governante, e tre domestici identici.
Una sera arriva in casa Trancy un misterioso visitatore che si rivelerà essere Sebastian Michaelis, maggiordomo di Ciel Phantomhive venuto per recuperare l'anello del suo signorino. Sebastian porta con sé una valigia dove custodisce gelosamente il cadavere del suo padroncino. Con l'inganno riesce ad accedere alla cantina dove, dentro una scatola per il tè, si trova l'anello del suo padrone.
Sebastian e Claude ingaggiano una battaglia durante la quale il maggiordomo di casa Phantomhive scappa con l'anello e riporta in vita il suo padrone che però ha perduto solo una parte della memoria e non ricorda tutto quello che è accaduto prima.
La storia procede con gli scontri tra Sebastian e Claude: entrambi i demoni sono interessati all'anima di Ciel Phantomhive. Dopo una serie di vicissitudini Ciel Phantomhive stesso diventerà un demone, con Sebastian che rimarrà per l'eternità il suo maggiordomo.

### Manga e Terza serie - Circus Arc
La terza serie, fedele al manga, riprende la sua storia dopo la sfida di curry tra Sebastian e Agni. Ciel e Sebastian, mandati dalla regina, investigano su un circo, il Noah's Arc Circus, di cui si dice che ogni qualvolta appaia in una città vi siano delle misteriose sparizioni di bambini. I due dunque si uniscono alla troupe sotto copertura con i nomi di Smile e Black, con lo scopo di familiarizzare con il gruppo principale a capo del circo (composto da Joker, il leader; Beast, la domatrice di tigri; Peter e Wendy, i trapezisti; Jumbo, il mangiafuoco; Dagger, il lanciatore di coltelli e Doll, la funanbola) per potersi avvicinare il più possibile ad indizi che conducano alla risoluzione del caso.
Si scopre successivamente che il gruppo è affiliato al Barone Kelvin, da sempre ossessionato da Ciel e desideroso di averlo tutto per sé, che ha organizzato tutto questo solo per avere la possibilità di incontrarlo.
Il principale gruppo del circo collabora con lui unicamente perché in suo pugno; da piccoli infatti, i ragazzi, senzatetto orfani e con difetti fisici, sono stati aiutati dal barone che li ha accolti nell'orfanotrofio in suo possesso, e ora minaccia loro di smettere di finanziarlo se non avessero fatto ciò che lui ordinava. Egli inoltre collabora segretamente con il Dottore del circo, amato moltissimo dalla troupe, che faceva sì che, all'insaputa del gruppo, il circo rapisse bambini per poterne, una volta uccisi, utilizzare le ossa per la produzione delle sue protesi uniche. 
Ciel, una volta uccisi il Barone e il Dottore di mano propria, ordina a Sebastian che tutti vengano uccisi, sia il gruppo del circo nonostante non interamente colpevole (ma comunque coinvolto, e Ciel a malincuore è costretto per ordine della regina a portare a termine il suo compito), che tutti i bambini rapiti presenti, in quanto ormai psicologicamente danneggiati dall'esperienza vissuta (sono totalmente passivi e incapaci di reagire a qualsiasi stimolo) e impossibilitati a potersi riprendere la propria vita una volta usciti da lì. Ciel si rivede parzialmente in loro. Quest'ultima scelta, presa spontaneamente e opposta all'ordine della regina Vittoria, lo porterà a deludere quest'ultima e rischiare di far perdere la sua affidabilità.

### Phantomhive Manor Murders Arc
La regina Vittoria, per provare la fedeltà del casato Phantomhive, assegna una missione a Ciel: ospitare in casa sua un ricevimento dedicato a Georg Von Siemens, direttore onorario della Bamberger Bank.
Questo arco narrativo, per la sua maggior parte, è narrato attraverso gli occhi di uno degli invitati al ricevimento; Arthur Wordsmith, un medico e scrittore (rappresentazione fittizia dello scrittore Arthur Conan Doyle). La serata è animata inoltre dalla presenza di altri invitati: l'attrice e cantante d'opera Irene Diaz, accompagnata dal compagno e produttore teatrale Grimsby Keane, il commerciante di diamanti Karl Woodley, il figlio di un distinto magnate nella produzione di navi, Patrick Phelps, Lau e Ran Mao, e Charles Grey, uno dei maggiordomi e segretari privati della regina Vittoria.
La serata inizialmente pacifica culmina con il ritrovamento del cadavere di Von Siemens e, nella stessa sera a distanza di poche ore, di quello di Sebastian. Inoltre, il mattino successivo viene rinvenuto il cadavere di Phelps. Realizzando di trovarsi necessariamente a che fare con un assassino a piede libero nel Maniero, e vista l'impossibilità di contattare Scotland Yard per via di una insistente tempesta perdurante da giorni, i presenti nominano Arthur a capo delle indagini. Egli infatti, oltre che molto perspicace e un capace medico, è l'unico ad avere un alibi saldo per tutti e tre gli omicidi.
Dopo varie indagini, bussa alla porta di servizio un uomo singolare che i servitori catturano e portano al cospetto di Ciel; il ragazzo lo riconosce come Jeremy Rathbone, vicario della contea. Dissipati i sospetti sul suo conto, avendo prove sufficienti della sua innocenza, il vicario si attiva per risolvere il mistero.
Successivamente alla scoperta di vari schiaccianti indizi, si giunge al colpevole dell'assassinio di Phelps: un mamba nero, illegalmente importato dall'Africa. Unico possibile acquirente e conoscitore poteva essere solo Woodley, avendo per movente motivi economici. Inoltre, nella sua stanza, sono stati rinvenuti i frammenti di vetro di un'ampolla, contenente il veleno utilizzato per uccidere Von Siemens. Di conseguenza, perché non si scoprisse subito il cadavere di Phelps, sarebbe stato anche l'artefice dell'uccisione di Sebastian. La tempesta si dissipa, e il caso si conclude tra le proteste di Woodley, caricato sulla carrozza della polizia.
Tuttavia, ad Arthur sembra che qualcosa non quadri: preso dai sospetti, decide di fare retro front per confrontarsi con Jeremy, in cui aveva riconosciuto Sebastian.
Il maggiordomo si rivela a lui, e, insieme a Ciel, decidono di raccontargli come le cose fossero davvero andate: il vero assassino di Sebastian e di Siemens non era Woodley, bensì Charles Grey, inoltre, l'omicidio di Siemens era premeditato e voluto dalla regina Vittoria, in quanto l'uomo, tedesco, stava diventando economicamente troppo potente; Woodley era stato utilizzato come capro espiatorio.
Sebastian decide inoltre di rivelare la sua vera forma di demone ad Arthur, cosicché, spaventato a sufficienza, non facesse mai parola a nessuno di quanto gli era stato raccontato. Oltretutto, a detta sua, e visto che Ciel era un grande fan dei suoi romanzi, forse l'esperienza vissuta sarebbe stata per lui fonte di ispirazione.
Ciel tuttavia continua a domandarsi della vera natura dell'assassinio di Phelps, che Sebastian spiega istantaneamente portando l'artefice proprio al suo cospetto: Snake, membro del Noah's Arc Circus, che voleva vendetta su Ciel per essere stato la causa della sparizione dei membri del circo. Il suo scopo infatti era proprio quello di ucciderlo, ma dal momento in cui nella stanza di Ciel era stato fatto sistemare Phelps, lui era stato ucciso al suo posto.
Ciel, approfittando del fatto che Snake non sapesse della morte dei membri del circo e pensasse fossero solo fuggiti da qualche parte, fingendo di essere anche lui alla loro ricerca gli propone di diventare parte dei servitori Phantomhive nelle vesti di valletto, date le doti di incantatore di serpenti del ragazzo.

## Personaggi

### Casata Phantomhive

Ciel e Sebastian in un eyecatch della serie animata

Sebastian Michaelis (セバスチャン・ミカエリス?, Sebasuchan Mikaerisu)
Doppiato da Daisuke Ono
Demone e maggiordomo della famiglia Phantomhive. Sebastian spesso risponde a un ordine di Ciel con la frase "Yes, my lord" (in inglese "Sì, mio signore"). Inoltre, spesso si riferisce a sé stesso attraverso la frase Watashi wa akumade shitsuji desu kara (私はあくまで執事ですから?), in cui "akumade" è scritto in hiragana, e quindi la frase può significare sia "Sono solo un mero maggiordomo" (in questo caso sarebbe aku made, in ideogrammi 飽く迄, traducibile più letteralmente come "sono un maggiordomo fino in fondo, completamente"), sia "Sono un diavolo di maggiordomo" (in questo caso si separa come akuma de e in ideogrammi sarebbe 悪魔で).
È estremamente competente e meticoloso, e aspira ad essere il perfetto maggiordomo.
'Ciel' Phantomhive (シエル・ファントムハイヴ?, Shieru Fantomuhaivu)
Doppiato da Maaya Sakamoto
Giovane lord di 13 anni, capostipite della nobile famiglia inglese dei Phantomhive, di cui prende le redini dopo la morte dei suoi genitori, Lord Vincent Phantomhive e Lady Rachel Phantomhive. Dal carattere apparentemente poco amabile, è fondatore e direttore della società Funtom, che produce giocattoli e dolciumi. Decide di stringere un patto con Sebastian per poter scoprire chi ha ucciso i suoi genitori, adempiendo allo stesso tempo al suo compito di cane da guardia della regina, ereditato dal padre e originalmente destinato al fratello. Il suo occhio destro, che di solito è coperto da una benda nera, mostra un pentacolo, la firma del contratto faustiano con il demone.
Si scopre che in realtà ha mentito a tutti circa la sua identità, avendo preso quella del gemello. Il suo unico scopo, non legato in alcun modo a questioni economiche, era quello di continuare a vivere per il fratello e vendicare la morte della sua famiglia.
Il suo reale nome è ancora sconosciuto.

Ciel Phantomhive (シエル・ファントムハイヴ?, Shieru Fantomuhaivu)
Fratello gemello maggiore di 'Ciel' e legittimo erede del titolo di conte Phantomhive.
Da piccolo era energico, allegro, protettivo nei confronti di 'Ciel' e a lui molto legato, tanto da quasi odiare il suo destino da conte in quanto lo avrebbe separato dall'amato fratello.
Venne anche lui rapito insieme al gemello, incorrendo ad un destino più crudele: venire usato come sacrificio dal culto satanista che evocò Sebastian.
Viene tuttavia recuperato, a insaputa di 'Ciel', dallo shinigami Undertaker, che lo rende una Bizzarre Doll. Riprende possesso del titolo e smaschera il gemello per aver mentito a tutti riguardo a cosa fosse successo. Al suo 'ritorno in vita' risulta molto più freddo e astuto

Finnian (フィニアン?, Finian)
Doppiato da Yūki Kaji
Il suo nome è spesso abbreviato in Finny ed è il giardiniere di casa Phantomhive, in realtà totalmente incapace di adempiere al suo dovere e con una tendenza a combinare danni. La sua peculiarità è una forza straordinaria conferitagli dagli ormoni che gli furono iniettati sperimentalmente da un gruppo di scienziati che lo avevano rapito. Con questa forza difende la casa impedendo che persone ostili entrino dal giardino sul retro. Ama il sole, gli spazi aperti e tutti gli animali, in quanto gli scienziati lo tenevano rinchiuso, e mostra un carattere aperto e compassionevole.
Baldroy (バルドロイ?, Barudoroi)
Doppiato da Hiroki Tōchi
Il suo nome è abbreviato spesso in Bald ed è il cuoco di casa Phantomhive, anch'egli del tutto incapace di cucinare. È statunitense e ha una passione per le armi, tale che perfino per cucinare utilizza spesso il lanciafiamme, carbonizzando puntualmente la cucina. Il suo compito è in realtà quello di difendere la parte davanti della casa, utilizzando gli esplosivi. È il componente più alto della servitù, escluso Sebastian, ha i capelli biondi e gli occhi azzurri e spesso viene rappresentato nell'atto di fumare una sigaretta all'angolo della bocca.
Ha un acuto senso del giudizio e agisce senza esitazione, riuscendo a gestire anche le situazioni più ardue. È il punto saldo dei servitori Phantomhive, che gestisce in assenza di Ciel e Sebastian e verso i quali garantisce grande supporto morale, incoraggiandoli e aiutandoli a superare le proprie paure.
È inoltre un veterano di guerra; unico sopravvissuto del suo esercito a causa di un'imboscata che ha colto tutti impreparati tranne lui, che invano aveva tentato di dissuadere il suo generale. Nato durante il boom della Febbre dell'oro americana, aveva iniziato la sua vita da contadino, sposandosi poi con l'allevatrice Joanna e avendo un figlio da lei, Baldroy Jr.
Una giorno, evento che lo porterà a entrare nell'esercito, i nativi misero a ferro e fuoco il villaggio dove abitavano e tragicamente sia la moglie che il figlio morirono.
Mey Rin (メイリン?, Meirin)
Doppiata da Emiri Katō
La cameriera di casa Phantomhive. In realtà anche lei è pressoché incapace di svolgere il proprio compito, essendo goffa e disattenta, soprattutto a causa degli occhiali che indossa. Questi invece di aiutarla a vedere meglio, la peggiorano. Sorprendentemente, dimostra di possedere una straordinaria vista e un'impeccabile mira. La ragazza mostra nei confronti di Sebastian un'ammirazione e un'infatuazione senza pari, date alcune scene in cui la mostrano arrossire più di una volta quando il demone la salva da un proprio pasticcio.
Nel passato era giunta in Inghilterra dalla Cina con i genitori su una nave che trasportava tè. Alla loro morte, per un'epidemia, si ritrovò a vivere per strada con il nome di Rin, e vivendo come un ragazzo. Rubacchiando come al solito ma in maniera efficace con la sua fionda viene notata dalla gang cinese Qīng Bāng, che, sorpresa dalla sua infallibile mira, decide di renderla parte della loro banda col soprannome "Owl", insegnandole in particolare l'uso delle armi da fuoco. Quando verrà incaricata di uccidere il cane da guardia della regina, incontrerà Ciel e Sebastian, che però le daranno la possibilità di cambiare vita.
Tanaka (タナカ?, Tanaka)
Doppiato da Shunji Fujimura
Amministratore economico della casa, lavora estremamente di rado. In genere, viene ritratto come un omino minuscolo dai lineamenti caricaturali, inginocchiato su un cuscino a sorseggiare tè verde. Le uniche parole che pronuncia in questa situazione sono "oh oh oh".
Tuttavia, vi sono momenti in cui, più lucido, recupera un aspetto del tutto normale e dimostra di conoscere molte informazioni del passato della famiglia Phantomhive, oltre ciò è molto arguto e perspicace. È stato inoltre maggiordomo della villa fin da prima che il padre di Ciel diventasse conte, ed è estremamente devoto alla famiglia. Sembra sia un esperto conoscitore delle arti marziali e, nonostante l'età avanzata, dimostra di avere un'eccellente agilità e prontezza di riflessi.
Snake (スネーク?, Sunēku)
Un incantatore di serpenti, lavorava in un circo che, a sua insaputa, nascondeva un giro di rapimenti di bambini, smascherato da Ciel. Dato che considerava gli artisti del circo la sua famiglia, prova a uccidere Ciel per vendicarsi. Tuttavia Ciel, dopo avergli rivelato cosa nascondeva il suo circo e avendogli falsamente detto che anche lui fosse alla ricerca del gruppo del circo (che invece aveva a suo tempo ucciso), lo assume nella sua villa come valletto. Quando parla conclude le frasi con "Dice..." seguito dal nome di un serpente, come se fosse il serpente ad aver parlato. Sembra essere molto affezionato ai suoi serpenti, che porta sempre con sé, tutti con nomi riconducibili a famosi scrittori;
Brontë, Donne, Emily, Goethe, Keats, Oscar, Webster, Wilde e Wordsworth.
A volte, soprattutto se in pubblico, dimostra un carattere esitante e timido, dovuto anche alla sua pelle simile a quella di un serpente. Sembra andare d'accordo con gli altri domestici, soprattutto con Finnian, che gli ha insegnato a leggere

Vincent Phantomhive (ヴィンセント・ファントムハイヴ?, Vinsento Fantomuhaivu)
Doppiato da Kazuyuki Okitsu
Il padre di 'Ciel'. Era il precedente conte di Phantomhive e cane da guardia della regina. Da ragazzo ha frequentato il prestigioso Weston College diventando, durante il suo ultimo anno di studi, il prefetto del dormitorio Sapphire Owl. Inoltre, Vincent portò la squadra della sua casata al suo unico trionfo durante l'annuale competizione di cricket del 4 Giugno organizzata dal College.
Per la singolarità dell'evento, la loro vittoria venne denominata 'Miracolo degli Zaffiri'.
Nel 1874 Vincent sposò Rachel Dalles, dalla quale ebbe i suoi due figli.
Morì tragicamente e in circostanze misteriose il 14 Dicembre del 1885.

Rachel Phantomhive (レイチェル・ファントムハイヴ?, Reicheru Fantomuhaivu)
Doppiata da Kana Uetake
La madre di 'Ciel'. Nata Dalles e sorella maggiore di Angelina, Madame Red, era una donna dolce e gentile, moglie di Vincent Phantomhive.
Anche lei, come 'Ciel', soffriva di asma ed era cagionevole di salute.
Morì la notte del 14 Dicembre del 1885.
Cloudia Phantomhive (クローディア・ファントムハイヴ?, Kurodia Fantomuhaivu)
Contessa di Phantomhive, madre di Vincent Phantomhive e Francis Phantomhive, oltre che nonna di Ciel, 'Ciel', Edward ed Elizabeth.
Il suo nome e una ciocca dei suoi capelli sono conservati su un ciondolo posseduto da Undertaker, portando a chiedersi quale legame avessero i due. Tuttavia, ora come ora la domanda rimane senza risposta.

### Alleati
Sieglinde Sullivan (ジークリンデ・サリヴァン?, Jīkurinde Sariban)
Era la Strega Smeraldo e la signora feudale della Foresta dei Lupi Mannari. Precedentemente dirigeva ed amministrava un villaggio chiamato Wolfsschlucht nella foresta.
Inizialmente a sua insaputa era la cavia dell'Emerald Witch Education Project; per questo le sono stati recisi i piedi, il giorno in cui le era stato dato il titolo di Strega Smerraldo. Dopo che il progetto venne concluso e la verità vide la luce, Sieglinde si trasferisce a Londra per lavorare per la regina Vittoria.
Da bambina era una bambina precoce, all'età di tre anni già conosceva l'alfabeto e aveva compreso la sintesi del gas mostarda. Sua madre per questo l'aveva utilizzata come cavia per il progetto, rivedendo in lei il genio del marito, morto a causa di un incidente di laboratorio.

Wolfram Gelzer (ウォルフラム・ゲルツァー?, Uorufuramu Gerutsā)
È un tenente di alto livello dell'esercito tedesco, e assume il titolo di maggiordomo di Sieglinde per l'Emerald Witch Education Project. Al termine del progetto decide di rimanere accanto a Sieglinde, in quanto affezionato a lei, e trasferendosi con lei a Londra.

Soma Asman Kadar (ソーマ・アスマン・カダール?, Sōma Asuman Kadāru)
Doppiato da Shinnosuke Tachibana
Diciassettenne principe del Bengala, venuto in Inghilterra per recuperare la sua serva Mina, a cui era molto affezionato, che lui era convinto fosse stata rapita da un nobile inglese. In realtà lei ha sposato questo nobile ed è molto contenta di essere diventata la moglie di un ricco. Si intrufola a casa di Ciel dopo averlo incontrato per caso mentre quest'ultimo era stato attaccato da un gruppo di indiani ribelli; infatti Soma considera normale essere ospitato da Ciel in quanto suo "benefattore". Dopo essere stato aiutato a trovare Mina e aver scoperto la verità su di lei, sente che questa esperienza lo abbia fatto maturare dal ragazzo viziato che era, e rimane in Inghilterra come amministratore della town house di Londra di Ciel, insieme al suo maggiordomo Agni.
È solare, allegro, estremamente intelligente dal punto di vista accademico, e molto affezionato al giovane conte: nonostante venga da lui costantemente trattato con sufficienza, è uno dei pochi a vedere del buono in lui e a volergli genuinamente bene.
Tutto ciò si sconvolge per via della morte di Agni. Essendo stata causata dal vero Ciel, e non essendo come molti a conoscenza del fatto che 'Ciel' avesse un gemello, Soma crede che ad aver fatto tutto ciò fosse stato il suo amico conte. È accecato dal dolore e mosso da sentimenti cupi.

Agni (アグニ?, Aguni)
Doppiato da Hiroki Yasumoto
Maggiordomo di Soma, ha una forza pari a quella di Sebastian in quanto gli umani possono averla se combattono per una "fede" come quella che lui ha per il principe. Infatti Soma l'ha salvato offrendogli una nuova vita quando stava per essere impiccato. È soprannominato "la mano destra di Dio" per la sua abilità nel cucinare curry. Ha lavorato per il lord marito di Mina in una gara di curry, e il lord doveva in cambio non rivelare al principe che Mina l'aveva abbandonato.
È, nonostante il passato episodio, estremamente legato al suo padrone, tanto da perdere la vita pur di salvarlo da un improvviso attacco alla town house dei Phantomhive a Londra.

### Casata Midford
Elizabeth Ethel Cordelia Midford (エリザベス・ミッドフォード?, Erizabesu Middofōdo)
Doppiata da Yukari Tamura
Promessa sposa di Ciel, è una ragazzina estremamente entusiasta che prende la promessa nuziale con il giovane lord molto seriamente. Ama le cose tipicamente femminili, come il rosa ed i fronzoli. Nel manga si scopre che, essendo figlia del capo dell'Ordine dei Cavalieri di Britannia, è molto abile nella scherma, ma non voleva che Ciel lo sapesse per apparire unicamente come graziosa e innocente davanti a lui.
Paula (ポーラ?, Pōra)
Doppiata da Yui Itsuki
La cameriera di Elizabeth, la quale va molto d'accordo con lei.

### Dei della morte
Gli dei della morte (nella versione originale shinigami, cioè tristi mietitori) hanno il compito di far morire le persone che sono in lista per la morte, utilizzando la loro death scythe (in inglese "falce della morte"). Tutti gli Shinigami sono caratterizzati da occhi di una particolare sfumatura di verde; indossano sempre occhiali da vista, perché fortemente miopi. Giudicano le persone vedendo tutta la loro vita tramite il cinematic record, che è come la registrazione della vita su una pellicola cinematografica: è per questo che si dice che quando una persona muore, rivede tutta la sua vita. Se gli dei della morte trovano qualcuno che può essere utile al mondo, non lo fanno morire, ma è molto raro trovare una persona simile. Sono organizzati come gli impiegati di un'azienda o un ufficio pubblico: ognuno ha turni di lavoro e compiti precisi. Odiano i demoni come Sebastian, che rubano loro le anime.
Ogni Shinigami è in origine un essere umano morto suicida, costretto per punizione ad osservare continuamente la morte di altre persone, in attesa del perdono divino.
Grelle Sutcliff (グレル・サトクリフ?, Gureru Satokurifu, Grell Sutcliff nella versione giapponese)
Doppiata da Jun Fukuyama

Nella parte iniziale del manga e dell'anime, è l'inefficiente maggiordomo di Angelina Durless. In tutte le circostanze negative, la sua padrona se la prende con lei, mostrando al mondo di considerarla inutile e spesso mortificandola pubblicamente. Docile, facilmente scandalizzabile e molto nervosa, la sua personalità è del tutto sottomessa a quella di Madame Red. Come risultato, questa tende a ignorarla o a calpestarla. Il suo aspetto fisico è quello di un uomo magro, vagamente femmineo, con occhi giallini e capelli castani raccolti in una coda tenuta insieme da un fiocco rosso e solo due ciuffi sottili che gli ricadono davanti al volto. In seguito sia il carattere che l'aspetto di Grelle mutano notevolmente: la sua vera professione è quella di collezionare anime come dio della morte. Grelle, comunque, non è soddisfatta dalla lentezza del suo lavoro, quindi decide di movimentarla un po', e quando incontra Madame Red, dopo il suo primo assassinio, fa un patto con lei: Grelle l'avrebbe assistita nei suoi omicidi, fino a che lei gli avrebbe permesso di divertirsi. Così nasce la loro collaborazione sotto il nome di "Jack lo Squartatore". Scoperta da Sebastian proprio sulla scena del crimine, Grelle si mostra con il suo vero aspetto, quello di una "donna" con lunghissimi capelli di un colore rosso intenso, denti da squalo e occhi verdi. Usa una death scythe dalla forma di una motosega, successivamente confiscata da William poiché illegale. Grelle ha un corpo biologicamente maschile ma si può definire transgender (o un okama, nella versione originale giapponese) in quanto si riferisce a se stessa al femminile ed ha più che un vago interesse amoroso e sessuale per Sebastian. Gli altri personaggi si riferiscono comunque a lei con pronomi maschili. Il vero carattere di Grelle è sadico e capriccioso, incline all'infatuazione verso qualunque uomo. Durante lo scontro avvenuto sulla scena del crimine paragona la propria storia e quella del maggiordomo demoniaco a quella di Romeo e Giulietta: un amore impossibile. Spesso è protagonista di gag comiche. Chiama Sebastian "Sebas-chan" (セバスちゃん?, Sebasu chan), usando "chan" come suffisso onorifico: è un gioco di parole con il nome di Sebastian scritto in katakana, che è "Sebasuchan" (セバスチャン?): quello che dice Grelle è diverso soltanto perché "chan" è scritto in hiragana. Ripete spesso anche la parola "Death!" (in inglese "Morte!"), inserendola anche nella frase Kore demo shitsuji death (これでも執事DEATH★?) che significa "Sono comunque un maggiordomo" con la parola "death" ("morte" in inglese) sostituita al verbo essere giapponese "desu" (です?), perché hanno una pronuncia simile se si considera la parola "death" traslitterata in katakana, che diventa proprio "desu" (デス?), mentre il verbo si scrive in hiragana.
William T. Spears (ウィリアム・T・スピアーズ?, Wiriamu Tī Supiāzu)
Doppiato da Noriaki Sugiyama
È un dio della morte della "sezione amministrativa" dell'"associazione invio dei della morte" e può essere inviato a controllare il lavoro degli altri o prelevarli, come fa con Grelle, che in veste di Jack lo Squartatore ha ucciso persone non presenti sulla lista. Odia fare straordinari lavorando sul campo. Si presenta come un giovane uomo in giacca e cravatta con gli occhiali dalle lenti rettangolari, che spesso posiziona meglio sugli occhi utilizzando la sua death scythe, che ha la forma di un bastone, troppo corto per arrivare a terra, con una pinza a un'estremità.
Ronald Knox (ロナルド・ノックス?, Ronarudo Nokkusu)
Doppiato da Kenn
È un dio della morte che appare spensierato e dedito al divertimento. Dice di conoscere molte ragazze, ed è proprio perché conosce un'impiegata della "sezione affari generali" che ha avuto il permesso di usare come death scythe un tagliaerba a motore. Dice anche che per principio non fa straordinari. Ha i capelli castani e gli occhiali ed è vestito in giacca e cravatta. Nel manga compare per la prima volta lavorando con William nel capitolo 35 (volume 8), mentre nell'anime compare solo nell'episodio 9 della seconda serie, in una situazione completamente diversa, in cui sembra essere ancora inesperto: in questo episodio Grelle gli ha insegnato che deve avere una frase che lo contraddistingue, ma lui non è riuscito a fare altro che imitare quella dello stesso Grelle, dicendo "Die!" (in inglese "Muori!"). Chiama Grelle "senpai" (in giapponese "compagno più vecchio") sia nel manga che nell'anime.
Undertaker (アンダーテイカー?, Andāteikā)
Doppiato da Jun'ichi Suwabe
Undertaker è identificato con il solo nome della propria professione. Si tratta infatti di un becchino che opera a Londra, nonché di un conoscente di Ciel Phantomhive. Prova disprezzo verso la Regina, e tende a rafforzare le proprie parole con gesti improvvisi e risolini nervosi che fanno rabbrividire le persone. Sembra passare una buona parte del tempo dentro le bare. Dà informazioni a Ciel solo se in cambio qualcuno lo fa ridere, e di solito è Sebastian ad assumersi questo compito, ma non viene mai mostrato ciò che lo fa effettivamente ridere. Si presenta fisicamente come un uomo abbastanza alto, vestito con una lunga tunica grigia con maniche larghe che spesso nascondono le sue mani dotate di unghie nere lunghissime. Ha anche capelli estremamente lunghi e una frangia foltissima, premuta da un bizzarro cappello scuro, che nasconde perennemente i suoi occhi. In alcune immagini vengono inquadrati un paio di tondi occhi gialli in ombra, ciò fa pensare che il colore delle iridi del "becchino" sia il giallo. Sia nella storia del manga che in quella dell'anime viene poi svelata la sua natura di dio della morte, il più importante fra tutti gli shinigami: come detto da William T. Spears, egli ha giudicato le anime di Maria Antonietta e di Robin Hood ed è tenuto in altissima considerazione fra i suoi simili. Possiede il Death Bookmark o segnalibro rosa, uno strumento in grado di fermare lo scorrere del tempo per una persona e in seguito di scrivere sul libro della sua vita, il suo Cinematic Record, ciò che accadrà a quella determinata persona. Il dettaglio rivelatore è rappresentato dai suoi occhi, che presentano le caratteristiche tipiche di quelli degli dei della morte; il fatto di averli sempre tenuti nascosti sotto i capelli aveva impedito sia a Grelle che a Sebastian di capire chi in realtà egli fosse. Nel manga ha abbandonato l'agenzia degli dei della morte e, nell'episodio in cui si scopre che è un dio della morte, prova a far proseguire il Cinematic Record dei morti, creando dei cadaveri "vuoti" semoventi, da lui definiti Bizarre Dolls (la prima generazione è chiamata "Bizarre Dolls- Non Viventi").
Angelina Dalless (アンジェリーナ・ダレス?, Anjerīna Daresu)
Doppiata da Romi Paku
Regina dell'alta società, è la vedova dell'ultimo Barone Barnett, che l'ha soprannominata Madame Red (マダム・レッド?, Madamu Reddo) a causa del colore dei capelli e dei vestiti, nonché la zia di Ciel, essendo sorella di sua madre. Era innamorata del padre di Ciel, l'unica persona che le avesse mai detto che il rosso le donava e, quando questi sposò sua sorella, si sentì in dovere di essere felice pur covando un profondo rancore. Quando non invade con la sua presenza la casa di Ciel a Londra senza preavviso o flirta con i suoi molti ammiratori, è una dottoressa molto ricercata. Sembra che preferisca visitare pazienti donne o bambini. Dice di considerare Ciel come un figlio. Ha un suo maggiordomo di nome Grelle, che rimprovera in continuazione affinché diventi più simile a Sebastian.

Lau (劉?)
Doppiato da Kōji Yusa
Un cinese arrivato a Londra grazie al commercio dell'oppio, molto diffuso in quel periodo, e considerato il capo della mafia cinese di Londra dell'omonimo quartiere, proprio come afferma Ciel quando lo va a trovare per chiedere alcune informazioni riguardo a un caso. Inoltre è il direttore filiale della compagna "Kong Rong". Lo si può definire un sottoposto di Ciel, in quanto è Lau stesso ad ammetterlo. Porta sempre con sé sua sorella Ran Mao. È un tipo piuttosto simpatico, cerca sempre di aiutare Ciel e di sostenerlo in certe situazioni quando nemmeno lui sa di cosa si sta parlando. È un abile combattente con ottimi riflessi.
Ran Mao (藍猫?)
Doppiata da Sayuri Yahagi
Una ragazza cinese estremamente silenziosa, sempre avvinghiata a suo fratello Lau e vestita con dei cheongsam molto ridotti. Nonostante sia apparentemente taciturna è un'abilissima combattente.

### Scotland Yard
Arthur Randall (アーサー・ランドル?, Āsā Randoru)
Doppiato da: Hiroshi Naka (prima serie), Yutaka Aoyama (seconda serie)
Un lord, capo della polizia di Londra.
Fred Abberline (フレッド・アバーライン?, Fureddo Abārain)
Doppiato da Hisayoshi Suganuma
Poliziotto di Scotland Yard e sottoposto di Randall.

### Angeli
Angela Blanc (アンジェラ・ブラン?, Anjera Buran) / Ashe Landers (アッシュ・ランダース?, Asshu Randāsu)
Doppiati da: Akiko Yajima (Angela), Satoshi Hino (Ashe)
L'antagonista principale della prima serie animata, non comparso nel manga, è un angelo che assume la forma di due esseri umani: Angela, cameriera di un nobile di nome Henry Barrymore, e Ashe, maggiordomo della regina Vittoria, vestito di bianco con guanti neri, mentre Sebastian è vestito di nero con guanti bianchi.

### Magione Trancy
Questi personaggi compaiono solo nella seconda serie animata:
Alois Trancy (アロイス・トランシー?, Aroisu Toranshī)
Doppiato da Nana Mizuki
Il nuovo bocchan (signorino), è biondo e ha gli occhi azzurri, ed è leggermente più alto di Ciel. Il suo marchio si trova sulla sua lingua. Ha come maggiordomo Claude Faustus e sembra avere un certo interesse per Ciel. È viziato, presuntuoso e capriccioso, con una spavalderia tale da cavare un occhio a Hannah con le sue dita soltanto perché l'aveva guardato negli occhi. È reduce di un passato tragico, paragonabile a quello di Ciel, dove il suo villaggio è stato distrutto e dato alle fiamme, anche se era esattamente quello che desiderava in seguito agli abusi che lui e il suo fratellino Luca subivano giornalmente (in seguito si scoprirà che è stato proprio Luca a far distruggere il villaggio, in seguito a un accordo stretto tra lui e Hannah. Questa, una volta scaduti i termini del contratto, ovverosia di distruggere il villaggio per esaudire i desideri di Alois, ha preso a malincuore l'anima di Luca). Dopo l'incidente, viene raccolto da un conte pederasta, il conte Trancy, che lo segrega insieme ad altri fanciulli per poterne abusare a suo piacimento. Alois, dopo aver stretto il patto con Claude, acquisisce il nome di questo conte, in quanto muore, abbandonando definitivamente il suo nome originale, Jim McCain. Alois inoltre sembra amare il suo maggiordomo.
Alois muore: era già ferito perché lui e Ciel avevano lottato con lo stocco, un tipo di spada, e Ciel lo aveva colpito nello stomaco. Dopo che Claude gli aveva cambiato le bende Alois aveva ordinato a Hanna di andare da Ciel Phantomhive. Egli incontra Grelle Sutcliff che era lì per ucciderlo, ma lo ferma Hanna. Alois sanguinante arriva a una quercia e si appoggia, quando Claude uccide un lupo che lo stava per attaccare; Alois va da Claude dicendogli che era l'unica persona che gli resta, che è il suo highness, e Claude accarezzandogli la guancia gli dice che erano troppe parole per un maggiordomo, avvicina le labbra di Alois alle sue e lo uccide prendendogli l'anello.
Claude Faustus (クロード・フォースタス?, Kurōdo Fāsutasu)
Doppiato da Takahiro Sakurai
Il nuovo "Diavolo di maggiordomo", risponde al suo padrone dicendo «Yes, your highness» (Sì, vostra altezza). Ha i capelli neri e gli occhi di un giallo dorato, in contrasto con il rosso acceso di quelli di Sebastian. Prima di stringere il contratto con Alois, si presenta sotto forma di un ragno che gira per la villa dei Trancy. Claude era rimasto vicino ad Alois da quando questi, su suggerimento di uno dei suoi compagni di cella, aveva recitato una formula magica (traslitterabile come "Hoheue o Taraluna, Ron de Rotarel", che poi verrà usata dal ragazzo ogni volta che impartisce un ordine particolarmente importante a Claude) mettendosi sul viso una ragnatela bagnata dalla rugiada del mattino. Claude, una volta evocato, sente da Alois che il ragazzo non sa ancora cosa vuole esattamente. A questo punto Claude si trasforma in ragno, e pare che in questa forma segua Alois finché non decide di fare il contratto.
Hannah Anafeloz (ハンナ・アナフェローズ?, Hanna Anaferōzu)
Doppiata da Aya Hirano
La cameriera della famiglia Trancy: nel primo episodio si nota subito che è come la bambola di Alois Trancy, perché viene picchiata e trattata come tale, ma nonostante ciò è sempre zitta. Il motivo della sua totale sottomissione verso Trancy è dovuto al senso di colpa che prova per aver preso l'anima di Luca.
Thompson, Timber, Cantebury (トンプソン、ティンバー、カンタベリー?, Tonpuson, Tinbē, Kantaberī)
Doppiato da Ken'ichi Suzumura (solo nel terzo OAV "Making of Kuroshitsuji II" e nel sesto OAV "L'intenzione del ragno")
I tre camerieri gemelli dai capelli viola, sono abili in tutto e spesso combattono contro Sebastian, anche se quasi sempre fanno una brutta fine. In seguito si scoprirà che un tempo erano alle dipendenze di Hannah e furono loro a distruggere il villaggio di Alois. Non pronunciano una singola parola per tutta la serie; nel terzo dei sei OAV allegati ai DVD viene mostrato una sorta di "backstage" della serie con interviste agli "attori" della serie e si può sentire la voce dell'"attore" che interpreta i trigemini, mentre nel 6° OAV sono costretti a parlare da Alois Trancy.
Arnold Trancy (アーノルド・トランシー?, Ānorudo Toranshī)
Doppiato da Mitsuaki Hoshino
Zio di Alois.

## Media

### Manga
Il manga è scritto e disegnato da Yana Toboso, i capitoli di Black Butler vengono serializzati sulla rivista shōnen Monthly GFantasy, fin dal suo debutto nel numero di ottobre 2006. I vari capitoli vengono poi raccolti in formato tankōbon da Square Enix a partire dal 27 febbraio 2007.
In Italia la serie viene pubblicata da Panini Comics sotto l'etichetta Planet Manga con il titolo Black Butler - Il maggiordomo diabolico dal 24 aprile 2011. La traduzione dei testi è curata da Simona Stanzani.
Ogni volume del manga comprende di solito cinque capitoli, chiamati "episodi", e intitolati ognuno con un'indicazione temporale in inglese, nell'ordine "In the morning", "At noon", "In the afternoon", "At night", "At midnight" (rispettivamente "Di mattina", "A mezzogiorno", "Nel pomeriggio", "Di notte", "A mezzanotte"), anche se talvolta c'è un capitolo in meno e manca quindi una di queste indicazioni. Nonostante questo i capitoli seguono una numerazione continua che prosegue nei vari volumi. Ogni indicazione temporale è seguita dal titolo vero e proprio, formato dalla dicitura "Quel maggiordomo" (その執事?, Sono shitsuji), tradotta però con "Il maggiordomo" nella versione italiana, seguita da una virgola e da una parola o frase composta da due kanji.
Ogni volume ha un titolo che compare nella prima pagina dopo la copertina, formato dalla parola kuro (黒? lett. "nero") seguita da un'altra parola. Nella versione italiana questo titolo è in inglese, quindi la prima parola è "black", ma talvolta la seconda parola è in italiano. Questo titolo serve in realtà solo per creare un effetto comico, dato che dopo la parola "nero" un altro mestiere viene sostituito alla parola "maggiordomo", e in quella pagina si vede il personaggio di copertina nelle vesti di qualcuno che svolge quel mestiere, anche se in una posizione simile a quella della copertina vera e propria, mentre in un'altra pagina alla fine del manga si trova la presentazione di un'ipotetica storia alternativa che avrebbe proprio quel titolo.

### Anime
L'adattamento ad anime fu annunciato nel luglio 2008 da Square Enix. La prima serie, diretta da Toshiya Shinohara e prodotta da A-1 Pictures, è composta di 24 episodi ed è stata trasmessa da MBS dal 2 ottobre 2008 al 26 marzo 2009; nei giorni successivi gli episodi erano replicati sull'altra rete produttrice, TBS, e su altre reti. Nell'ultimo DVD della serie, pubblicato il 30 settembre 2009, è stato aggiunto un venticinquesimo episodio non trasmesso in televisione (OAV). La prima serie è in parte tratta dal manga, ma prosegue diversamente. Nella colonna sonora sono presenti alcuni brani di genere lirico in lingua italiana e tedesca scritti appositamente per l'anime, oltre ad altre arie celebri come, ad esempio, il Der Hölle Rache di Mozart. La sigla iniziale è Monochrome no kiss (モノクロのキス?, Monokuro no kisu) dei SID mentre quelle finali sono rispettivamente I'm ALIVE! di BECCA (episodi 1~13) e Lacrimosa delle Kalafina (episodi 14~24).
Dopo la fine della prima serie, all'evento Sono shitsuji, shūshō ~Saigo no bansan o anata to tomo ni~ (その執事、終章～最後の晩餐を貴方と共に～? lett. "Quel maggiordomo, ultimo capitolo ~Un'ultima cena con te~") è stato annunciato che l'anime sarebbe tornato per una seconda serie. Quest'ultima, intitolata Kuro shitsuji II (黒執事II?), è prodotta sempre da A-1 Pictures ma diretta da Hirofumi Ogura, è durata 12 episodi ed è stata trasmessa dal 1º luglio al 16 settembre 2010 su MBS. Anche questa serie veniva trasmessa il giorno dopo su TBS e nei giorni successivi su altre reti; in più, veniva pubblicata nei giorni successivi per lo streaming su internet. Nei DVD della serie sono stati aggiunti sei OAV: alcuni dei DVD, dal secondo, pubblicato il 27 ottobre 2010, al nono e ultimo, pubblicato il 25 maggio 2011, contenevano infatti anche un episodio inedito. La serie non è tratta dal manga, proseguendo dal finale della prima serie. La sigla d'apertura è SHIVER dei the GazettE mentre quelle di chiusura sono Bird di Yūya Matsushita (episodi 1~7 e 9~11) e Kagayaku sora no shijima ni wa (輝く空の静寂には? lett. "Nel silenzio del cielo che splende") delle Kalafina (episodi 8 e 12).
A gennaio 2014 è stata annunciata una terza serie. Essa, intitolata Kuro shitsuji - Book of Circus (黒執事 Book of Circus?), è sempre prodotta dalla A-1 Pictures ed è diretta da Noriyuki Abe. Conta 10 episodi ed è stata trasmessa dal 10 luglio all'11 settembre 2014 su MBS; ogni episodio veniva trasmesso il giorno dopo su TBS e CBC e due giorni dopo su BS-TBS. Gli episodi di questa serie sono stati pubblicati anche con sottotitoli in italiano per lo streaming sul sito internet Daisuki, in contemporanea con la trasmissione in Giappone, con il titolo Black Butler Book of Circus. La serie riprende la storia del manga. La sigla iniziale è ENAMEL dei SID (usata anche come sigla finale del primo episodio) mentre quella finale è Aoki tsuki michite (蒼き月満ちて? lett. "Crescendo una luna blu") di AKIRA (non presente nel primo episodio).
Nell'autunno 2014 sono usciti nei cinema giapponesi, benché pubblicizzati ufficialmente come OAV, due episodi dal titolo Kuro shitsuji - Book of Murder (黒執事 Book of Murder?).
Il 10 ottobre 2015, sull'account Twitter ufficiale dell'anime, è stato annunciato un adattamento cinematografico, con lo staff e il cast della serie animata. Nel febbraio 2016 è stato rivelato che si sarebbe basato sui volumi 11-14. Il film è poi uscito nei cinema giapponesi il 21 gennaio 2017, con il titolo Black Butler: Book of the Atlantic (劇場版「黒執事 Book of the Atlantic」?, Gekijō-ban Kuroshitsuji: Book of the Atlantic). Il brano di chiusura della pellicola è Glass Eyes (硝子の瞳?, Garasu no hitomi, lett. "Occhi di vetro") dei SID.
All'Anime Expo 2023, Crunchyroll ha annunciato la produzione di una quarta stagione. La serie è diretta da Kenjirou Okada e prodotta da CloverWorks, con Hiroyuki Yoshino che si occupa della sceneggiatura, Yumi Shimizu del character design e Ryou Kawasaki della colonna sonora. La quarta stagione è stata trasmessa su Tokyo MX e altre reti dal 13 aprile al 22 giugno 2024. La sigla d'apertura è Kyōshinja no Parade (狂信者のパレード?, Kyōshinja no Parēdo) di otoha mentre quella di chiusura è Shokuzai (贖罪?) dei Sid. I diritti per la distribuzione internazionale al di fuori dell'Asia sono stati acquistati da Crunchyroll, che l'ha pubblicata in simulcast in versione sottotitolata in vari Paesi del mondo, tra cui l'Italia.
All'Anime Expo 2024 è stata annunciata la quinta stagione, Black Butler: Emerald Witch Arc (黒執事 -緑の魔女編-?, Kuroshitsuji midori no majo-hen), che è stata trasmessa dal 5 aprile al 28 giugno 2025 su Tokyo MX e altre reti. Licenziata da Crunchyroll, è nuovamente diretta da Kenjirou Okada e prodotta da CloverWorks. La sigla d'apertura è MAISIE dei Cö shu Nie feat. HYDE mentre quella di chiusura è WALTZ dei Ryugujo.
I titoli originali degli episodi della prima e della terza serie animata sono formati con Sono shitsuji come quelli del manga, ma senza indicazione temporale. La seconda parte del titolo dell'episodio 11 della prima serie ha però tre kanji invece di due. Inoltre i titoli terminano tutti con una "o" lunga (ō, in hiragana おう). I titoli presenti nei sottotitoli in italiano della terza serie iniziano con "il maggiordomo", come i titoli italiani dei capitoli del manga, ma a differenza di questi ultimi non hanno sempre una virgola dopo la parola "maggiordomo". Nella seconda serie i titoli sono invece formati da una parola seguita da "maggiordomo" (執事?, shitsuji) e i titoli del primo e dell'ultimo episodio sono entrambi Kuro shitsuji ma per il primo episodio "kuro" è scritto in katakana (クロ?) ed è una traslitterazione dell'inglese claw, quindi il titolo significa "maggiordomo artiglio", mentre per l'ultimo episodio è scritto come nel titolo della serie, 黒, e il titolo significa quindi "maggiordomo nero". Da notare inoltre che la sillaba che precede shitsuji è sempre "ro".

#### Episodi
| Nº | Titolo italiano                 | Episodi | Trasmissione | Pubblicazione                     |
| Nº | Titolo italiano                 | Episodi | Giappone     | Giappone                          |
| 1  | Black Butler                    | 1-24    | 2008-2009    | 21 gennaio 2009 30 settembre 2009 |
| 2  | Black Butler II                 | 25-36   | 2010         | 22 settembre 2010 25 maggio 2011  |
| 3  | Black Butler: Book of Circus    | 37-46   | 2014         | 27 agosto 2014 24 dicembre 2014   |
| 4  | Black Butler: Public School Arc | 47-57   | 2024         | 26 giugno 2024 25 settembre 2024  |
| 5  | Black Butler: Emerald Witch Arc | 58-70   | 2025         | 9 luglio 2025 8 ottobre 2025      |

### Musical
Dal manga sono stati tratti tre musical: il primo, intitolato Sono shitsuji, yūkō (その執事、友好? "Quel maggiordomo, amicizia") è stato rappresentato al Sunshine Gekijō (o Sunshine Theatre) di Ikebukuro (Tokyo) dal 28 maggio al 7 giugno 2009. È scritto e diretto da Shintarō Asanuma e ha le musiche di Shunsuke Wada. È stato pubblicato in DVD il 2 dicembre 2009 in un'edizione a due dischi. Il secondo, intitolato Musical Kuro shitsuji - The Most Beautiful DEATH in The World - Sen no tamashii to ochita shinigami (ミュージカル黒執事 -The Most Beautiful DEATH in The World- 千の魂と堕ちた死神?, Myūjikaru Kuro shitsuji - The Most Beautiful DEATH in The World - Sen no tamashii to ochita shinigami, "Black Butler musical - La più bella morte del mondo - Mille anime e un dio della morte caduto") fu eseguito all'Akasaka Act Theatre ad Akasaka (Tokyo) dal 3 al 9 maggio 2010, alla Kasugai Shimin Kaikan ("Sala Congressi Civica di Kasugai") di Kasugai il 15 e il 16 maggio 2010 e al Theater BRAVA! di Osaka dal 21 al 23 maggio 2010. È stato replicato nel 2013: dal 17 al 26 maggio è stato rappresentato a Tokyo, sempre nello stesso teatro, e l'8 e il 9 giugno nella sala Main Hall dell'Umeda Geijutsu Gekijō (o Umeda Arts Theater) di Osaka. È scritto da Mari Okada e diretto da Sakurako Fukuyama, con la musica di Taku Iwasaki e i testi delle musiche di Yukinojo Mori. La versione del 2010 è stata pubblicata in DVD il 27 ottobre 2010, quella del 2013 il 2 ottobre 2013; entrambe sono edizioni in due dischi. Il terzo musical, dal titolo Musical Kuro shitsuji - Chi ni moeru licorice (ミュージカル黒執事 地に燃えるリコリス?, Myūjikaru Kuro shitsuji - Chi ni moeru rikorisu, "Black Butler musical - La liquirizia che brucia la Terra"), sarà rappresentato al Roppongi Blue Theater di Roppongi (Tokyo) dal 5 al 23 settembre 2014 e nella sala Theater Drama City dell'Umeda Geijutsu Gekijō di Osaka dal 2 al 5 ottobre 2014. È scritto da Yoshiko Iseki e diretto da Nobuhiro Mōri.
In tutti e tre i musical Yūya Matsushita interpreta Sebastian Michaelis e Takuya Uehara interpreta Grelle Sutcliff. Ciel Phantomhive era interpretato da Shōgo Sakamoto nel primo musical, da Yukito Nishii nella prima versione del secondo e da Taketo Tanaka nella replica del 2013, e sarà interpretato da Nayuta Fukuzaki nel terzo musical.

### Film
Un film live action ispirato liberamente al manga, intitolato anch'esso Kuro shitsuji, è uscito in Giappone il 18 gennaio 2014. È ambientato più di cento anni dopo la storia originale, nell'Asia del 2020. È presente comunque il personaggio di Sebastian, interpretato da Hiro Mizushima, mentre a stringere il contratto con lui è una ragazza di nome Shiori Genpō, interpretata da Ayame Gōriki, discendente dal casato dei Phantomhive. I registi sono Kentarō Ōtani e Keiichi Satō e il produttore è Shinzō Matsuhashi.

### Drama CD
Il primo drama CD, intitolato Drama CD - Kuro shitsuji (ドラマCD 黒執事?, Dorama shīdī - Kuro shitsuji) fu pubblicato il 10 agosto 2007 da Frontier Works e contiene molti dei personaggi comparsi nei volumi 1 e 2. Un secondo drama CD, dal titolo Kuro shitsuji - Karei naru - Drama CD (黒執事 華麗なるドラマCD?, Kuro shitsuji - Karei naru - Dorama shīdī, lett. "Black Butler - Splendente - Drama CD"), è stato pubblicato il 26 novembre 2008 da Aniplex. Gli attori del secondo drama CD sono i doppiatori dell'anime, mentre quelli del primo sono diversi:
- Toshiyuki Morikawa è Sebastian Michaelis;
- Miyuki Sawashiro è Ciel Phantomhive;
- Mugihito è Tanaka;
- Motoki Takagi è Finnian;
- Rikiya Koyama è Baldroy;
- Fumiko Orikasa è Mey Rin.

### Videogioco
Un videogioco per Nintendo DS intitolato Kuro shitsuji Phantom & Ghost (黒執事 Phantom & Ghost?) e sviluppato da Square Enix è stato pubblicato il 19 marzo 2009.

### Guide e libri
Il 27 febbraio 2008 fu pubblicata una guida intitolata Kuro shitsuji Character Guide "Sono shitsuji, shūgō" (黒執事 キャラクターガイド ｢その執事、集合｣?, Kuro shitsuji kyarakutā gaido "Sono shitsuji, shūgō", lett. "Guida dei personaggi di Black Butler 'Quel maggiordomo, riunisce'"). Il 27 marzo 2009 sono uscite una guida relativa alla prima serie animata, dal titolo TV animation "Kuro shitsuji" Black Record (TVアニメーション｢黒執事｣ Black Record?, TV animēshon "Kuro shitsuji" Black Record) e un'antologia di fumetti intitolata Nijishitsuji (虹執事? lett. "Maggiordomo arcobaleno"). Sono state poi pubblicate due guide relative alla seconda serie animata: la prima, intitolata TV Animation "Kuroshitsuji II" Black Tabloid (TVアニメーション「黒執事II」 Black Tabloid?, TV animēshon "Kuro shitsuji II" Black Tabloid), è stata pubblicata il 18 giugno 2010, e la seconda, dal titolo TV Animation "Kuro shitsuji II" Final Record (ＴＶアニメーション「黒執事II」 Final Record?, TV animēshon "Kuro shitsuji II" Final Record), il 18 ottobre 2010. Il 27 agosto 2010 è uscita una seconda antologia di fumetti, intitolata Nijishitsuji 2 (虹執事 2?). Tutti questi volumi sono stati pubblicati da Square Enix.

### OAV
Furono prodotti due OAV fedeli al manga: Kuroshitsuji - Book of Murder uscito in DVD, e riprende gli eventi subito dopo la terza stagione (ossia Book of Circus) fino al volume 11; Book of Atlantic, uscito in Giappone il 21 gennaio 2017 mentre in America il 12 giugno 2017 in lingua originale con i sottotitoli inglesi e il 14 giugno 2017 interamente doppiato in inglese, e riprende gli eventi seguenti a Kuroshitsuji - Book of Murder dal volume 11 al volume 14.

## Citazioni e riferimenti
Nell'opera si trovano molti rifacimenti alla cultura e alla spiritualità cristiana che viene anche fusa con la spiritualità tradizionale giapponese dando vita a un mondo in cui coesistono demoni, shinigami e angeli. Sono presenti inoltre molti riferimenti alla cultura britannica, tra cui il Royal Warrant, il motivo London Bridge Is Falling Down (solo nell'anime), le varie varietà di tè presenti e anche i doveri che caratterizzano un maggiordomo, Sebastian, dalla classica sobrietà inglese.

## Accoglienza
In un sondaggio condotto nel 2018 dal sito web Goo Ranking, gli utenti giapponesi hanno votato i loro anime preferiti usciti nel 2008 e Black Butler è arrivato al terzo posto con 443 voti.
A luglio 2019, Black Butler ha venduto oltre 28 milioni di copie in tutto il mondo. I singoli volumi da soli hanno avuto buoni risultati nei sondaggi settimanali in Giappone, conquistando spesso i vertici delle classifiche. Oltre ai volumi, l'antologia Rainbow Butler si è classificata diciassettesima nella settimana dal 31 marzo al 6 aprile 2009, vendendo 41 083 copie dopo essersi classificata al trentatreesimo della settimana precedente. Il quarto e il quinto volume si sono classificati al trentatreesimo e trentanovesimo dei manga più venduti in Giappone nel 2008, vendendo rispettivamente 529 210 copie e 468 550 copie. Il sesto volume si è classificato tredicesimo dei manga più venduti in Giappone durante la prima metà del 2009, vendendo 619 501 copie. La serie stessa è stata classificata al decimo posto della serie manga più venduta in Giappone nel 2009, vendendo un totale di 1 603 197 copie stimate.
Cyril Ma di FandomSpot ha classificato il personaggio di Sebastian come il suo maggiordomo preferito del mondo anime. Il distributore di musica giapponese Recochoku ha creato un sondaggio annuale su quali personaggi anime che le persone vorrebbero sposare e Sebastian Michaelis si è classificato nono nella categoria "Il personaggio che voglio che sia il mio sposo".
Nel sondaggio Manga Sōsenkyo 2021 indetto da TV Asahi, 150 000 persone hanno votato la loro top 100 delle serie manga e Black Butler si è classificata al 53º posto.